# بریشاه خوبیار
 بریشاه خوبیار ، روستایی است از توابع بخش گهواره و در شهرستان دالاهو استان کرمانشاه ایران.

## جمعیت
این روستا در دهستان قلخانی قرار داشته و بر اساس سرشماری سال ۱۳۸۵ جمعیت آن (۵۹خانوار) ۲۹۵نفر
بوده‌است.